# Kích thích đầu vú

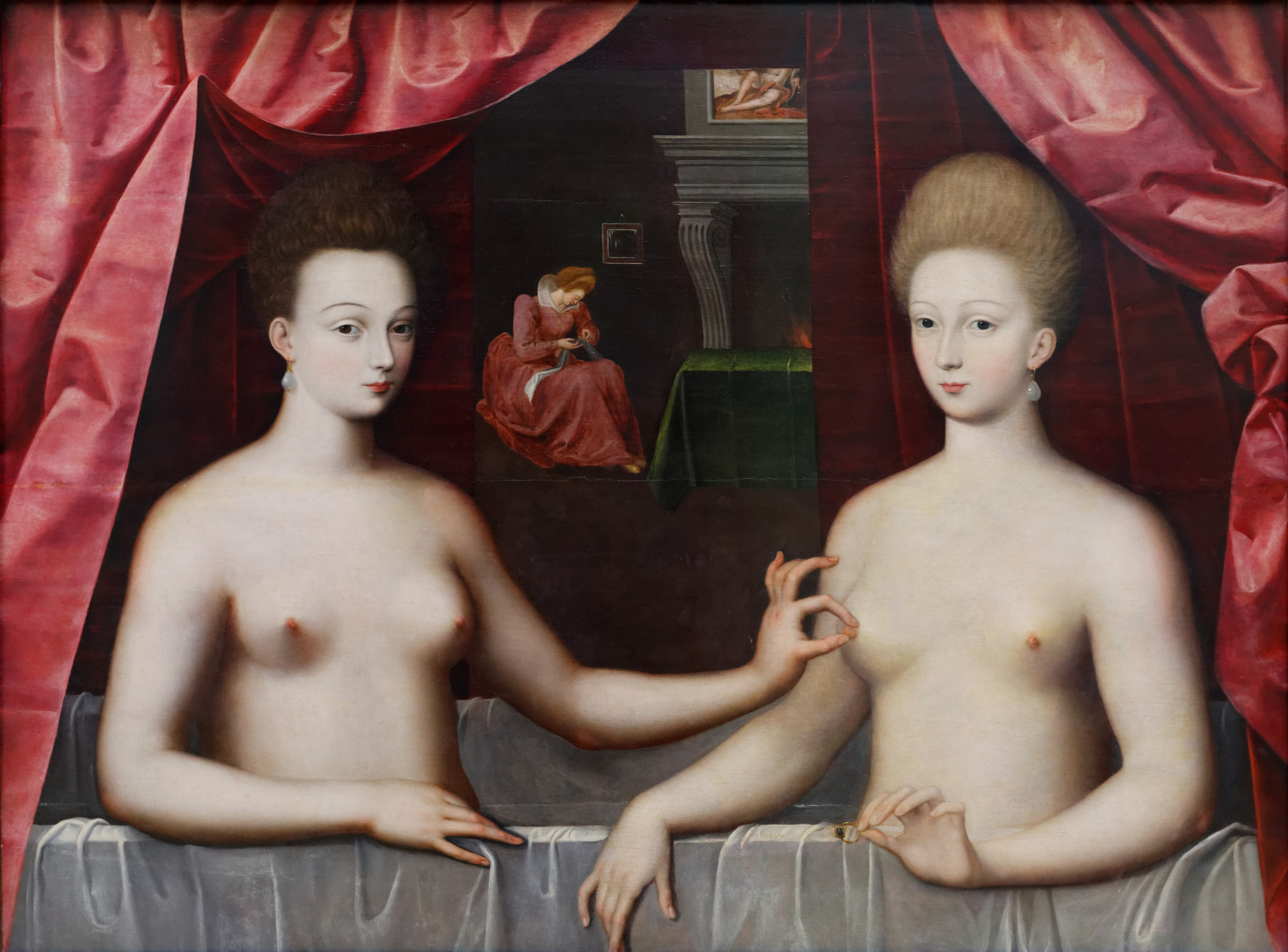
Nữ công tước Villars đang kích thích vú em gái của cô, Gabrielle d'Estrées, khoảng năm 1600.

Kích thích đầu vú hoặc kích thích núm vú là một cách thức tình dục phổ biến của con người, đó là một phần của các hoạt động tình dục khác. Việc kích thích có thể được thực hiện bởi những người thuộc bất kỳ xu hướng tính dục hoặc xu hướng giới tính nào. Phụ nữ và nam giới trưởng thành xác nhận rằng kích thích vú có thể được sử dụng để bắt đầu và làm gia tăng hưng phấn tình dục.

## Phát triển của vú
Vú, núm vú và quầng vú của nam hay nữ phát triển tương tự ở thai nhi và trong giai đoạn trứng nước. Ở tuổi dậy thì, ngực của nam giới vẫn còn thô nhưng nữ phát triển hơn, chủ yếu là do sự hiện diện của estrogen và progesterone, và trở nên nhạy cảm hơn nhiều so với nam giới. Tuy nhiên, ngực phụ nữ nhỏ hơn nhạy cảm hơn so với ngực lớn hơn.

## Phản ứng sinh lý

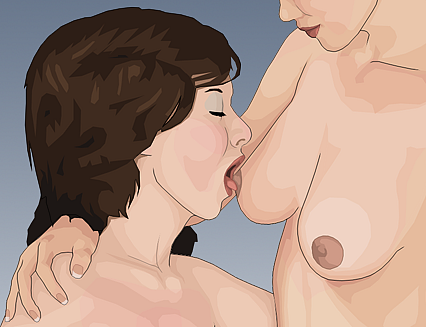
Kích thích vú bằng miệng

Kích thích núm vú có thể tạo ra hưng phấn tình dục. Núm vú cương cứng có thể là một chỉ số của hưng phấn tình dục của một cá nhân, do đó, đối tác tình dục của một cá nhân có thể tìm thấy khả năng kích thích cho đối tác của mình qua hành vi này. Vú, đặc biệt là núm vú, là vùng kích thích tình dục.
Sự kích thích núm vú ở phụ nữ từ việc cho bú, bao gồm cả cho con bú, thúc đẩy sản xuất và giải phóng oxytocin và prolactin. Bên cạnh việc tạo ra tình cảm của người mẹ, nó cũng làm giảm sự lo âu của người phụ nữ và làm tăng cảm giác gắn kết và tin tưởng.
Oxytocin có liên quan đến hưng phấn tình dục và liên kết cặp, nhưng các nhà nghiên cứu chia rẽ về việc cho con bú thường kích thích cảm xúc tình dục sự cương cứng núm vú cũng có thể dẫn đến hưng phấn tình dục, cả trong khi cho con bú, cả hai đều được gây ra bởi sự giải phóng oxytocin. Sự cương cứng núm vú là do sự co bóp của cơ trơn dưới sự kiểm soát của hệ thống thần kinh tự chủ, và là một sản phẩm của phản xạ pilomotor gây ra nổi da gà. Một cuộc khảo sát năm 2006 cho thấy hưng phấn tình dục ở khoảng 82% phụ nữ trẻ và 52% nam thanh niên xảy ra được tăng cường bằng cách kích thích trực tiếp núm vú, chỉ 7% và 8% báo cáo rằng nó ít kích thích.
Rất ít phụ nữ báo cáo trải qua cực khoái từ kích thích núm vú. Trước khi nghiên cứu cộng hưởng từ chức năng (fMRI) của Komisaruk và cộng sự vào năm 2011, các báo cáo về việc phụ nữ đạt cực khoái từ kích thích núm vú chỉ dựa vào bằng chứng phỏng vấn. Nghiên cứu của Komisaruk là nghiên cứu đầu tiên đưa bản đồ bộ phận sinh dục nữ lên phần cảm giác của não; nó chỉ ra rằng cảm giác từ núm vú di chuyển đến cùng một phần của não với cảm giác từ âm đạo, âm vật và cổ tử cung, và những cơn cực khoái được báo cáo này là cực khoái ở bộ phận sinh dục do kích thích núm vú và có thể được liên kết trực tiếp với vỏ giác quan sinh dục ("vùng sinh dục của não").